# Alahis
Alahis dit aussi Alagis, († près de Cornate d'Adda, Lombardie, 690) fut un noble lombard d'Italie du Nord de la seconde moitié du VIIe siècle pouvant être considéré comme un roi, bien que l'Histoire ne l'ait pas retenu comme tel.

## Biographie
Alahis, dux de Tridentum et de Brexia (ou Colonia Civica Augusta Brixia) à une date inconnue, est l'un de ses Grands nobles lombards restés fidèles à l'arianisme malgré le fait que le catholicisme soit devenu la religion officielle du royaume lombard depuis l'an 671, sous le règne du roi Perthari.
Il se rebella contre le roi catholique Perthari autour de l'an 680, probablement soutenu par un nombre non négligeable de supporteurs, probablement en majorité des ariens et quelques païens. Le roi Perthari réussit à le soumettre : capturé, Alahis est emprisonné. Cependant, Perthari lui pardonna sa rébellion et le libèra, lui restituant même sa fonction de dux.
Alahis décida de se tenir tranquille, attendant probablement la mort du roi pour tenter une nouvelle rébellion durant le court interrègne avant l'élection du nouveau roi.
En 688, Perthari meurt vraisemblablement de mort naturelle, désignant automatiquement son fils Cunipert comme successeur, qui monte sur le trône. Cependant, la mentalité germanique était toujours forte chez les Lombards qui refusaient le principe de la dynastie, préférant l'élection parmi les Grands nobles.
Alahis se rebella de nouveau dès l'an 688, réussissant à chasser Cunipert du pouvoir et le contraignant à quitter la cité de Ticinum, capitale principale du royaume, et à s'enfermer dans un château Lac de Côme, au nord de l'Italie.
Alahis devint donc un roi usurpateur qui régna jusqu'en l'an 690. Cependant, sa tyrannie provoqua assez vite un fort mécontentement, même parmi ses anciens soutiens.
Cunipert décida peut-être de profiter de cette situation pour lever une armée, recrutant principalement dans le Piémont. Alahis, au courant des ambitions du roi évincé, leva également en hâte une armée, recrutant principalement en Vénétie. Les deux rois, Cunipert le roi déchu et Alahis l'usurpateur, se rencontrèrent près de la ville de Lodi, à Cornate d'Adda. Le choc fut rude, la bataille longtemps incertaine mais Cunipert parvint à prendre le dessus et Alahis trouva la mort au combat (690). Cunipert mata et punit les rebelles et remonta sur le trône lombard. Sous son second règne (690-700), le catholicisme s'imposera définitivement parmi les Lombards.

## Sources
- Paulus Diaconus, Historia Langobardorum, fin du VIIIe siècle.
- Gianluigi Barni, La Conquête de l'Italie par les Lombards - VIe siècle - Les Événements, Le Mémorial des Siècles, Éditions Albin Michel, Paris, 1975.  (ISBN 978-2-226-00071-2).